# Magic Hour (Scissor Sisters)
Magic Hour è il quarto album studio della band statunitense Scissor Sisters, pubblicato il 28 maggio 2012. Il primo singolo estratto è stato Only the Horses, co-prodotto da DJ e produttore Calvin Harris. Il leader del gruppo Jake Shears, il 31 ottobre 2011, tramite Twitter confermò che l'intero album era pronto. Una canzone, Shady Love, debuttò in una trasmissione radiofonica della BBC1 il 2 gennaio 2012, eseguita da Azealia Banks e Jake Shears con lo pseudonimo di Krystal Pepsy.
Per la realizzazione del nuovo lavoro, la band si è avvalsa dell'aiuto di diversi collaborazioni, come Calvin Harris, Pharrell Williams, Diplo, Alex Ridha e Azealia Banks.
Il 13 maggio 2012, il gruppo, annunciò il titolo dell'album registrato tra New York e Londra, confermandone l'uscita per il 28 maggio in Gran Bretagna e 29 maggio negli Stati Uniti e, contemporaneamente, la pubblicazione del primo singolo Only the Horses uscito proprio il 13 maggio 2012.

## Promozione
Per la promozione dell'album la band si è esibita al Bowery Ballroom dei New York il 6 maggio 2012 per un concerto promozionale dedicato ai fan e il 16 e 17 maggio 2012 all'O2 Shepherd's Bush Empire di Londra. Il 29 maggio 2012 entra in rotazione radiofonica il secondo singolo, Baby Come Home.

## Tracce
1. Baby Come Home – 3:00 (John Stephens, Scott Hoffman, Jason Sellards, Ana Lynch)
2. Keep Your Shoes On – 2:51 (Sellards, Hoffman, Alex Ridha)
3. Inevitable – 3:53 (Sellards, Hoffman, Pharrell Williams)
4. Only the Horses – 3:38 (Sellards, Hoffman, Amanda Ghost, Ridha)
5. Year of Living Dangerously – 3:52 (Hoffman, Sellards, Ridha, Thomas Pentz)
6. Let's Have a Kiki – 3:50 (Sellards, Hoffman, Lynch)
7. Shady Love – 3:56 (Sellards, Hoffman, Ridha, Azealia Banks)
8. San Luis Obispo – 3:48 (Sellards, Hoffman)
9. Self Control – 3:12 (Sellards, Hoffman, Lynch)
10. Best in Me – 3:44 (Hoffman, Sellards, Ridha)
11. The Secret Life of Letters – 3:48 (Sellards, Hoffman, Joan Wasser)
12. Somewhere – 3:40 (Sellards, Hoffman, Ridha)
13. Ms. Matronic's Magic Message (Bonus track) – 0:27

Tracce bonus dell'edizione deluxe di iTunes americana
1. Shady Love (Tommie Sunshine & Disco Fries Remix) – 7:06 (Sellards, Hoffman, Ridha, Banks)

Tracce bonus dell'edizione deluxe inglese
1. Fuck Yeah – 3:03 (Sellards, Hoffman, Lynch)
2. Let's Have a Kiki (DJ Nita Remix) – 6:54 (Sellards, Hoffman, Lynch)
3. Fuck Yeah (Seamus Haji Remix) – 3:52 (Sellards, Hoffman, Lynch)

Tracce bonus dell'edizione deluxe di iTunes inglese
1. Shady Love (Tommie Sunshine & Disco Fries Remix) – 7:06 (Sellards, Hoffman, Ridha, Banks)

Contenuto multimediale del CD-ROM
1. Descrizione dell'album, canzone dopo canzone, di Jake Shears
2. Only the Horses (video)
3. Only the Horses (dietro le quinte)
4. Baby Come Home (video)
5. Baby Come Home (dietro le quinte)